# Difosgen
Difosgen är en organisk förening med formeln C2O2Cl4.

## Egenskaper
Difosgen är mycket giftigt och har egenskaper som liknar fosgen, men den är lättare att hantera eftersom den är i vätskeform. Vid 300 °C eller vid kontakt med kol sönderfaller det till fosgen. Vid kontakt med vatten eller vattenånga bildas saltsyra.

## Framställning
Difosgen framställs genom att låta metylformiat kloreras av klorgas under inverkan av UV-ljus.
Det kan också framställas av klormetylformiat som bildas av fosgen och metanol.

## Användning
Difosgen framställdes ursprungligen under första världskriget för att användas som stridsgas.
Idag används det inom organisk syntes för att omvandla aminer till isocyanater och karboxylsyror till syraklorider.